# Jan Wudniak
Jan Wacław Wudniak (ur. 6 lipca 1938 w Inowrocławiu, zm. 27 lutego 1999) – polski działacz partyjny i samorządowy, urzędnik, były I sekretarz KP PZPR w Nakle nad Notecią, w latach 1975–1983 prezydent Inowrocławia.

## Życiorys
Syn Wacława i Marii. Kształcił się w Wyższej Szkole Nauk Społecznych przy KC PZPR. W 1960 wstąpił do Polskiej Zjednoczonej Partii Robotniczej. Pracował w Banku Rolnym, gdzie został sekretarzem POP PZPR. Od 1960 instruktor w Komitecie Powiatowym w Inowrocławiu, gdzie doszedł do stanowiska sekretarza ds. propagandy (1969–1972) i organizacyjnych (1972–1973) oraz II sekretarza (1973). Następnie był sekretarzem ds. organizacyjnych w inowrocławskim Komitecie Miasta i Powiatu (1973–1974) oraz I sekretarzem Komitetu Powiatowego PZPR w Nakle nad Notecią (1974–1975). Od lipca 1975 do 15 maja 1983 sprawował funkcję prezydenta Inowrocławia. Następnie objął stanowisko naczelnika tamtejszego urzędu skarbowego. W III RP związany z Sojuszem Lewicy Demokratycznej. W styczniu 1999 zasiadł w sejmiku kujawsko-pomorskim, zastępując Leonarda Maciejewskiego. Zmarł w kolejnym miesiącu.
Został pochowany na cmentarzu przy parafii Zwiastowania Najświętszej Maryi Panny w Inowrocławiu.